# Erlan Abdyldajew

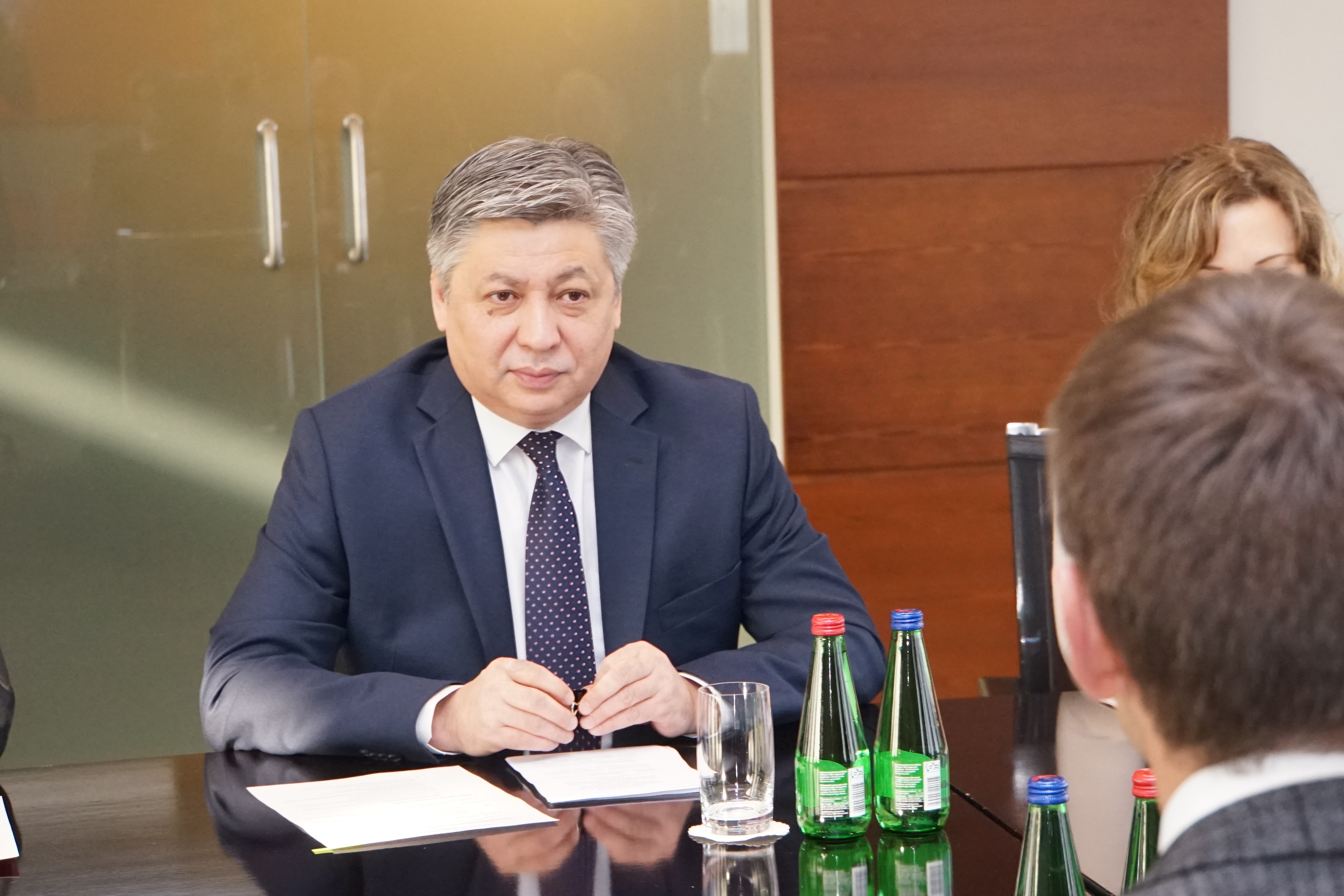
Erlan Abdyldajew (2017)

Erlan Bekeschowitsch Abdyldajew (kirgisisch Эрла́н Беке́шович Абдылда́ев, * 21. Juni 1966 in Alma-Ata, Kasachische SSR, UdSSR) ist ein kirgisischer Diplomat, ehemaliger Außenminister der Kirgisischen Republik und amtierender Botschafter Kirgisistans in Deutschland.

## Karriere
Abdyldajew wurde 1966 in Alma-Ata, dem heutigen Almaty in Kasachstan, geboren. Er studierte am Staatlichen Moskauer Institut für Internationale Beziehungen und graduierte im Jahr 1989 im Bereich Internationale Beziehungen. Im selben Jahr begann seine diplomatische Karriere im sowjetischen Außenministerium als Attaché für sozialistische Staaten in Asien. Noch vor dem Zerfall der Sowjetunion wurde Abdyldajew als Attaché in der Volksrepublik China tätig und behielt diesen Posten auch nach dem Ende der Sowjetunion nun als Diplomat Russlands.

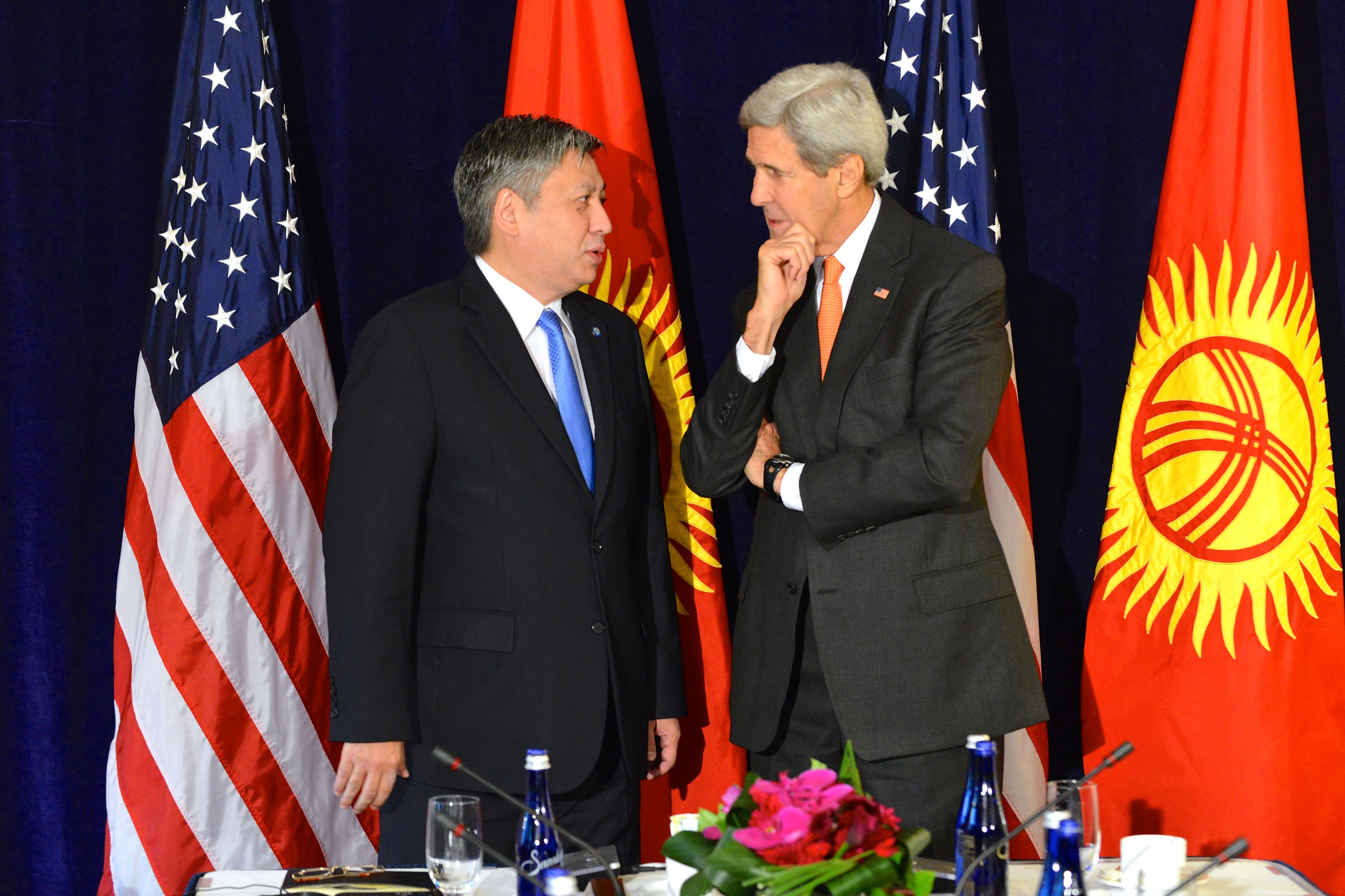
Abdyldajew als Außenminister Kirgisistans bei einem Treffen mit seinem US-amerikanischen Amtskollegen John Kerry in New York City

1994 gab Abdyldajew seinen Posten in der Volksrepublik auf und wurde außenpolitischer Berater von Askar Akajew, dem damaligen Staatspräsidenten Kirgisistans. Im Jahr 1997 wechselte er in das kirgisische Außenministerium und stieg dort 1998 zum stellvertretenden Außenminister Kirgisistans auf. Von 2001 bis 2005 wurde er erneut als Diplomat in die Volksrepublik China entsandt, nun als Botschafter Kirgisistans in der Volksrepublik. Gleichzeitig war Erlan Abdyldajew als nicht-residierender Botschafter Kirgisistans für die Länder Singapur, die Mongolei und Thailand zuständig. Zwischen 2005 und 2012 arbeitete Erlan Abdyldajew als Experte und Berater im Bereich Außenpolitik in der kirgisischen Hauptstadt Bischkek, dabei leitete er von 2007 bis 2012 das Institut für Berichterstattung über Krieg und Frieden.
Im Jahr 2012 wurde Abdyldajew Außenminister im Kabinett des neuen kirgisischen Premierministers Dschantörö Satybaldijew. In den folgenden Jahren blieb Abdyldajew trotz zahlreicher Regierungswechsel und Kabinettsumbildungen im Amt, auch nach der Parlamentswahl 2015 und der anschließenden Bildung einer Koalition unter Führung der Sozialdemokratischen Partei Kirgisistans behielt er sein Amt als oberster Diplomat Kirgisistans. Der Rücktritt des langjährigen Außenministers erfolgte am 12. Oktober 2018 als Konsequenz aus einem Korruptionsskandal in seinem Ministerium und wurde noch am selben Tag vom damaligen Präsidenten Sooronbai Dscheenbekow angenommen.
Nach seinem Rücktritt zog sich Abdyldajew nach eigenen Angaben aus privaten Gründen für zwei Jahre aus dem diplomatischen Dienst zurück, ehe er am 17. März 2020 vom Ausschuss für Außenpolitik und Sicherheit des Dschogorku Kengesch, des kirgisischen Parlaments, mit großer Mehrheit als neuer Botschafter Kirgisistans in der Bundesrepublik Deutschland vorgeschlagen wurde. Abdyldajew nahm die Nominierung an und wurde am 16. September 2020 von Bundespräsident Frank-Walter Steinmeier im Schloss Bellevue als neuer Botschafter in Deutschland akkreditiert. Als Botschafter in Deutschland ist Abdyldajew seitdem auch kirgisischer Botschafter für Polen, Dänemark, Norwegen, Schweden und den Heiligen Stuhl.